# Shi Zhengli
 (avril 2020).
Shi Zhengli, née le 26 mai 1964, est une virologue chinoise qui a bénéficié d'une renommée internationale lors de la pandémie de coronavirus 2019-2020 pour son travail sur les virus de la chauve-souris.
Shi Zhengli est chercheuse à l'Institut de virologie de Wuhan (WIV), à l'Académie chinoise des sciences (CAS). Elle et son collègue Cui Jie ont découvert que le virus de la covid-19 provenait de chauves-souris. Shi Zhengli est membre du comité de virologie de la Société chinoise de microbiologie. Elle est éditrice en chef de la revue Virologica Sinica, et éditrice du Chinese Journal of Virology et du Journal of Fishery Sciences of China .

## Biographie

### Jeunesse
Shi est née en mai 1964 dans le district de Xixia dans la province du Henan en Chine. Elle est diplômée de l'Université de Wuhan en 1987. Elle a obtenu sa maîtrise à l'Institut de virologie de Wuhan, Académie chinoise des sciences (CAS) en 1990 et son doctorat de l'Université Montpellier 2 en France en 2000. 

## Recherche

### SRAS
En 2005, une équipe dirigée par Shi Zhengli et Cui Jie a découvert que le virus du SRAS provenait de chauves-souris. Leurs résultats ont été publiés dans Science en 2005 et dans le Journal of General Virology en 2006. L'article est notamment co-écrit avec le zoologue controversé Peter Daszak avec lequel elle continuera à collaborer sur 17 articles. 
En 2014, Shi Zhengli a participé à une enquête sur les coronavirus de chauve-souris, spécifiquement des expériences de gain de fonction impliquant à la fois le SRAS et les coronavirus de chauve-souris. Ce fut une recherche conjointe entre l'université de Caroline du Nord et de l'Institut de virologie de Wuhan, avec Ralph S. Baric comme chercheur principal. La même année, le financement du projet aux États-Unis avait été suspendu en raison du moratoire sur les études de virologie à risque avec les virus de la grippe, MERS et SRAS, annoncé par le gouvernement américain cette année-là.

### Covid-19
Au cours de la pandémie de coronavirus 2019-2020, Shi et d'autres scientifiques de l'Institut ont formé un groupe d'experts sur la recherche du coronavirus 2 du syndrome respiratoire aigu sévère (SARS-CoV-2). En février 2020, des chercheurs dirigés par Shi Zhengli ont publié un article dans Nature intitulé Une épidémie de pneumonie associée à un nouveau coronavirus d'origine probable de chauve-souris. Dans un preprint sur bioRxiv, ils avaient préalablement estimé que ce qui s'est avéré être le virus SARS-CoV-2, agent causal de la Covid-19, est proche mais distinct de l'agent causal du SRAS, et plus proche d'un virus trouvé chez les chauves-souris, ce qui suggère une voie d'émergence ayant répété celle du SRAS, plutôt que l'ayant continuée. En février 2020, son équipe a publié un article dans Cell Research montrant que le Remdésivir, un médicament expérimental appartenant à Gilead Sciences, avait un effet positif sur l'inhibition du SARS-CoV-2 in vitro, et a déposé une demande de brevet pour le médicament en Chine au nom du WIV,,. Shi est co-auteur d'un article étiquetant le virus comme la première maladie X. 

### Polémiques
En février 2020, le South China Morning Post (SCMP) a rapporté que le travail de Shi pendant une décennie pour constituer l'une des plus grandes bases de données au monde de virus liés aux chauves-souris avait donné à la communauté scientifique une « longueur d'avance » pour comprendre le virus.  Le SCMP a également rapporté que Shi était au centre d'attaques personnelles dans les médias sociaux chinois qui ont affirmé que le WIV était la source du virus, ce qui a conduit Shi à publier : « Je jure de ma vie, [le virus] n'a rien à voir avec le laboratoire », et lorsque le SCMP lui a demandé de commenter les attaques, Shi a répondu : « Mon temps doit être consacré à des questions plus importantes ». Caixin a rapporté que Shi a fait de nouvelles déclarations publiques contre les « théories supposées du chapeau de papier d'aluminium sur la source du nouveau virus », la citant comme disant : « Le coronavirus 2019 est la nature punissant l'humanité pour avoir gardé des habitudes de vie non civilisées. Moi, Shi Zhengli, jure sur ma vie que cela n'a rien à voir avec notre laboratoire ». 
Dans une interview accordée en mars 2020 à Scientific American, où elle était surnommée la « femme chauve-souris » de la Chine, Shi a déclaré que « les coronavirus transmis par les chauves-souris provoqueront davantage d'épidémies » et « nous devons les trouver avant qu'ils ne nous trouvent ». En 2015, d'autres scientifiques se sont demandé si l'équipe de Shi prenait des risques inutiles, selon un article d'opinion d'avril 2020 de Josh Rogin dans le Washington Post. Selon Rogin, des responsables américains envoyés au WIV avaient renvoyé deux télégrammes diplomatiques à Washington en 2018 qui « mettaient en garde contre les faiblesses de la sécurité et de la gestion au laboratoire WIV », et le télégramme notait que les responsables américains avaient rencontré Shi Zhengli. Les télégrammes déclaraient également : « les chercheurs ont également montré que divers coronavirus de type SRAS peuvent interagir avec ACE2, le récepteur humain identifié pour le coronavirus du SRAS. Cette découverte suggère fortement que les coronavirus de type SRAS des chauves-souris peuvent être transmis à l'homme pour provoquer des maladies de type SRAS ».

## Honneurs
- 2016 : Chevalier de l'Ordre des Palmes académiques[21]
- Prix d'État des sciences naturelles 2018 (deuxième classe)[22]
- Février 2019 : Membre de l'American Academy of Microbiology (AAM)[22]